# Любительский кубок Украины по футболу
Кубок Украины по футболу среди любительских команд (укр. Кубок України з футболу серед аматорських команд) — футбольный любительский кубок на Украине. Обладатель получает возможность участвовать в кубке Украины среди профессионалов. Проводится под патронажем Ассоциации любительского футбола Украины.

## История

Эмблема федерации футбола УССР

Начиная с 1957 года, в связи с очередной реформой советского футбольного хозяйства, все кубковые соревнования в СССР стали разделять на два турнира — один среди команд мастеров, а другой среди любительских команд. На Украине соревнования на Кубок среди коллективов физкультуры стартовали в 1959 году. Кубковые розыгрыши имели грандиозную массовость. Практически в каждом городе или селе была своя команда, которая принимала участие в турнире хотя бы районного уровня.
Теперь этих коллективов практически нет. Однако при поддержке местных органов власти и меценатов существуют и повсеместно организовуются новые любительские футбольные команды, которые несут праздник футбола всем своим болельщикам. На сегодняшний день на Украине их более 7000. Лучшие из них (победители аналогичных турниров областного уровня) представляют свои регионы в Кубке Украины среди любительских команд.

## Все финалы Любительского кубка Украины

### Финалы 1959—1989 годов (среди КФК)
| Год  | Обладатель                    | Финалист                               | Счёт                |
| ---- | ----------------------------- | -------------------------------------- | ------------------- |
| 1959 | «Шахтёр» (Коростышев)         | «Авангард» (Жёлтые Воды)               | 2:1                 |
| 1960 | «Старт» (Чугуев)              | «Авангард» (Шостка)                    | 0:0, 3:1            |
| 1961 | «Старт» (Чугуев)              | «Шахтёр» (Смолянка)                    | 1:0                 |
| 1962 | «Авангард» (Днепропетровск)   | «Экран» (Шостка)                       | 2:0                 |
| 1963 | «Метеор» (Днепропетровск)     | «Торпедо» (Николаев)                   | 2:1 (д.в.)          |
| 1964 | «Большевик» (Киев)            | «Авангард» (Днепропетровск)            | 1:0                 |
| 1965 | «Титан» (Запорожье)           | «ЛВВПУ» (Львов)                        | 2:1                 |
| 1966 | «ЛВВПУ» (Львов)               | «Спутник» (Полтава)                    | 2:0                 |
| 1967 | «Большевик» (Киев)            | «Авангард» (Вольногорск)               | 2:1                 |
| 1968 | «ЛВВПУ» (Львов)               | «Зоря» (Артёмовск)                     | 3:0                 |
| 1969 | «Шахтёр» (Макеевка)           | «Сокол» (Львов)                        | 1:0                 |
| 1970 | «Авангард» (Симферополь)      | «Авангард» (Кривой Рог)                | 2:0 (д.в.)          |
| 1971 | «Цветмет» (Артёмовск)         | «Металл» (Днепропетровск)              | 2:0                 |
| 1972 | «Горняк» (Днепрорудное)       | «Химик» (Калуш)                        | 2:0                 |
| 1973 | «Сокол» (Львов)               | «Шахтёр» (Свердловск)                  | 2:0                 |
| 1974 | «Сокол» (Львов)               | «Шахтёр» (Александрия)                 | 0:0, 1:0 (д.в.)     |
| 1975 | «Вихрь» (Днепропетровск)      | «Локомотив» (Смела)                    | 0:0, 1:1 (п.п. 7:6) |
| 1976 | «Электрон» (Ивано-Франковск)  | «Титан» (Армянск)                      | 2:1                 |
| 1977 | «Титан» (Армянск)             | «Электрон» (Ивано-Франковск)           | 1:0                 |
| 1978 | «Большевик» (Киев)            | «Маяк» (Харьков)                       | 2:0                 |
| 1979 | «Энергия» (Новая Каховка)     | «Цементник» (Николаев, Львовская обл.) | 3:1, 0:0            |
| 1980 | «Нива» (Подгайцы)             | «Энергия» (Новая Каховка)              | 3:0                 |
| 1981 | «Случ» (Березно)              | «Шахтёр» (Дзержинск)                   | 0:0, 1:1            |
| 1982 | «Энергия» (Новая Каховка)     | «Случ» (Березно)                       | 2:0, 2:1            |
| 1983 | «Восход» (Киев)               | «Энергия» (Новая Каховка)              | 1:0, 2:2            |
| 1984 | «Торпедо» (Запорожье)         | «Карпаты» (Дубовое)                    | 5:1, 0:0            |
| 1985 | «Автомобилист» (Львов)        | «Титан» (Армянск)                      | 2:0, 3:3            |
| 1986 | «Машиностроитель» (Бородянка) | «Звезда» (Бердичев)                    | 1:1, 2:1 (д.в.)     |
| 1987 | «Югосталь» (Енакиево)         | «Авангард» (Дрогобыч)                  | 0:2, 3:0 (д.в.)     |
| 1988 | «Авангард» (Лозовая)          | «Звезда» (Бердичев)                    | 1:1, 2:2            |
| 1989 | «Прогресс» (Бердичев)         | «Авангард» (Лозовая)                   | 4:2, 0:0            |

### Финал 1997 года (под эгидой ФФУ)
| Год       | Обладатель                 | Финалист                | Счёт     |
| --------- | -------------------------- | ----------------------- | -------- |
| 1996/1997 | «Домостроитель» (Чернигов) | «Кристалл» (Пархомовка) | 1:1, 2:0 |

### Финалы с 1998 года (под эгидой ААФУ)
| Год       | Обладатель                                                                  | Финалист                                                                    | Счёт                                                                        |
| --------- | --------------------------------------------------------------------------- | --------------------------------------------------------------------------- | --------------------------------------------------------------------------- |
| 1997/1998 | «Заря» (Хоростков)                                                          | «Далис» (Камышеваха)                                                        | 2:1, 0:0                                                                    |
| 1998/1999 | «ГПЗ» (Варва)                                                               | «Троянда-Экспресс» (Горькая Полонка)                                        | 4:0, 3:3                                                                    |
| 1999      | «Шахта-Украина» (Украинск)                                                  | «Троянда-Экспресс» (Горькая Полонка)                                        | 2:0, 1:2                                                                    |
| 2000      | ФК «Лужаны»                                                                 | «Кристалл» (Пархомовка)                                                     | 5:1, 4:4                                                                    |
| 2001      | «Югосталь» (Енакиево)                                                       | СК «Перечин»                                                                | 2:1, 4:0                                                                    |
| 2002      | «Гарай» (Жолква)                                                            | «Рудь» (Житомир)                                                            | 4:2, 1:0                                                                    |
| 2003      | «Еднисть» (Плиски)                                                          | «ОДЕК» (Оржив)                                                              | 2:0, 0:0                                                                    |
| 2004      | «КЗЭСО» (Каховка)                                                           | «Химмаш» (Коростень)                                                        | 5:3, 1:1                                                                    |
| 2005      | «Югосталь» (Енакиево)                                                       | «Химмаш» (Коростень)                                                        | 1:1, 4:1                                                                    |
| 2006      | «Карпаты» (Каменка-Бугская)                                                 | «Колос» (Чкалово)                                                           | 0:1, 3:1                                                                    |
| 2007      | «Еднисть-2» (Плиски)                                                        | «Торпедо» (Николаев)                                                        | 0:0, 2:0                                                                    |
| 2008      | «Ирпень» (Гореничи)                                                         | «Галичина» (Львов)                                                          | 0:0, 3:1                                                                    |
| 2009      | «Карпаты» (Яремче)                                                          | «Ходак» (Черкассы)                                                          | 0:2, 3:0                                                                    |
| 2010      | «Берегвидейк» (Берегово)                                                    | «Славхлеб» (Славянск)                                                       | 2:0, 2:2                                                                    |
| 2011      | ФК «Буча»                                                                   | «Гвардеец» (Гвардейское)                                                    | 3:1, 4:1                                                                    |
| 2012      | «Новая жизнь» (Андреевка)                                                   | «ОДЕК» (Оржев)                                                              | 1:1, 2:1                                                                    |
| 2013      | «Чайка» (Киево-Святошинский район)                                          | «Еднисть» (Плиски)                                                          | 3:0, 2:3                                                                    |
| 2014      | «АФ Пятихатская» (Владимировка)                                             | СКК «Демня» (Демня)                                                         | 0:1, 2:1                                                                    |
| 2015      | «Горняк» (Сосновка)                                                         | «Балканы» (Заря)                                                            | 2:1, 0:0                                                                    |
| 2016/2017 | «Чайка» (Петропавловская Борщаговка)                                        | СКК «Демня» (Демня)                                                         | 2:0, 3:1                                                                    |
| 2017/2018 | «ЛНЗ-Лебедин» (Лебедин)                                                     | «Виктория» (Николаевка)                                                     | 3:0, 0:2                                                                    |
| 2018/2019 | «Авангард» (Бзов)                                                           | «Волчанск» (Волчанск)                                                       | 1:0, 0:0                                                                    |
| 2019/2020 | «Олимпия» (Савинцы)                                                         | «Виктория» (Николаевка)                                                     | 1:1, 1:0                                                                    |
| 2020/2021 | «ЛНЗ» (Черкассы)                                                            | «Олимпия» (Савинцы)                                                         | 4:0, 2:0                                                                    |
| 2021/2022 | Розыгрыш был прерван после четвертьфиналов из-за вторжения российских войск | Розыгрыш был прерван после четвертьфиналов из-за вторжения российских войск | Розыгрыш был прерван после четвертьфиналов из-за вторжения российских войск |
| 2022/2023 | «Дружба» (Мировка)                                                          | «Олимпия» (Савинцы)                                                         | 1:0, 1:1                                                                    |
| 2023/2024 | «Николаев»                                                                  | «Штурм» (Иванков)                                                           | 2:2, 1:1                                                                    |
| 2024/2025 | «Агротех» (Тишковка)                                                        | «Маяк» (Сарны)                                                              | 1:0                                                                         |